# Sweet Sixteen (Heurtier)
 (décembre 2016).
Si vous disposez d'ouvrages ou d'articles de référence ou si vous connaissez des sites web de qualité traitant du thème abordé ici, merci de compléter l'article en donnant les références utiles à sa vérifiabilité et en les liant à la section « Notes et références ».
 (décembre 2022).
Sweet Sixteen est le troisième roman d'Annelise Heurtier paru en 2013 chez Casterman Poche.
Inspiré d'un fait historique, les Neuf de Little Rock, Sweet Sixteen raconte l'histoire de neuf lycéens afro-américains qui intègrent le lycée Little Rock Central High School, réservé jusqu'alors aux Blancs. 

## Contexte historique
Le 17 mai 1954, la Cour suprême des États-Unis juge à l’unanimité dans son arrêt 347 Brown v. Board of Education que la ségrégation raciale  dans les écoles publiques est contraire à la Constitution. Les Noirs peuvent alors bénéficier du même enseignement que les Blancs.

## Résumé
Durant l'été 1957, le prestigieux et renommé Little Rock Central High School, dans l'Arkansas, s'apprête à accueillir neuf lycéens noirs. Ceux-ci, triés sur le volet, intègrent une école composée de deux mille cinq cents blancs. Le récit suit particulièrement deux personnages : la jeune Molly, âgée de 15 ans, et Grace, une jeune fille blanche issue de la bourgeoisie ségrégationniste.
Le personnage de Molly s'inspire de Melba Pattillo, qui a dû endurer avec les huit autres lycéens noirs l'hostilité et le racisme des familles blanches.

## Les personnages
Les personnages principaux sont Molly Costello (nom inspiré de Melba Patillo) et Grace Anderson, deux lycéennes de Little Rock. Dans le texte figurent aussi : 
- Conrad Bishop, (le copain de Molly) un des enfants noirs.
- Madeleine Stanford, une des enfants noirs.
- Brook Sanders, ancienne amie de Grace et fille de la présidente de la Ligue des mères blanches.
- Sherwood Sanders, frère de Brook et ancien petit ami de Grace.
- Shiri Costello, grand-mère de Molly.
- Erin Costello, mère de Molly.
- Vince, ancien meilleur ami de Molly.
- Judy Griffin, amie de Grace.
- Dorothy Mitchel, ancienne amie de Grace.
- Minnie, nounou noire de Grace.
- Martha, nounou noire de Brook.
- Katherine/Kathy Sanders, mère de Brook et présidente de la Ligue des mères blanches.
- Maxime Costello, cousin de Molly.
- Le juge Reed.
- Orval Faubus, gouverneur.
- Ronald Davis, juge de la cour fédérale.
- Robert Anderson, père de Grace.
- Keith, frère de Grace.
- Principal Thompson, directeur du lycée de Little Rock.
- Anton, capitaine de l'équipe de football.
- Lucy, rivale de Grace.
- Norma Walls, une des enfants noirs.
- Sincerity Brown, une des enfants noirs.
- Esperanza Sanchez, guide de Molly et proviseur du lycée de Little Rock.
- Ms. Olson, professeure d'histoire géographie.
- Thelma, une des enfants noirs.
- Danny, soldat de Molly.
- Robert Dunaway, sauveur de Grace.
- Maxene Tate, chef de la NAACP.

## Réception

### Accueil
Le site SensCritique donne une note de 7.3/10 au livre tandis que les lecteurs de Babelio lui attribuent 4,11/5.

### Récompenses
- Prix Livrentête[3] 2014
- Prix Tatoulu[3] 2015
- Sélection Prix des incorruptibles 2013/2014[4]
- Sélection Prix du roman historique (Blois)[5]